# Geoffrey Berens
Pour les articles homonymes, voir Berens.
Geoffrey Berens est un karatéka néerlandais né le 6 avril 1983 à Dordrecht. Il a remporté la médaille d'argent en kumite individuel masculin moins de 60 kg aux championnats d'Europe de karaté 2005 à San Cristóbal de La Laguna, une médaille de bronze aux championnats d'Europe de karaté 2014 à Tampere puis la médaille d'argent aux championnats du monde de karaté 2014 à Brême.